# ماغى
ماغى هي بلدية في البرازيل، تتبع ريو دي جانيرو، بلغ عدد سكانها 227٬322  نسمة، في 2010، تبلغ مساحتها 385٫696 كيلومتر مربع.

## الموقع
تشترك في الحدود مع:
- دوق دي كاكسياس.

## أعلام
- رونان كاريلينو فالكياو
- مارلون فريتاس
- إيمرسون كارفاليو دي أوليفيرا